# Дубрівка (Самбірський район)
Дубрівка — село в Україні, у Самбірському районі Львівської області.

## Назва
У 1989 р. назву села Дібрівка було змінено на одну літеру.

## Населення

### Мова
Розподіл населення за рідною мовою за даними перепису 2001 року:
| Мова       | Кількість | Відсоток |
| ---------- | --------- | -------- |
| українська | 693       | 95.59%   |
| польська   | 31        | 4.28%    |
| російська  | 1         | 0.13%    |
| Усього     | 725       | 100%     |

## Розташування
Поблизу розташовані такі села : Гуманець, Стрілковичі, Воютичі.

## Сучасність
Населення становить 725 осіб. Орган місцевого самоврядування — Самбірська міська рада.